# Marta Jaskulska
Marta Jaskulska (ur. 26 maja 1997 w Biskupcu) – polska kolarka szosowa.

## Najważniejsze osiągnięcia
Opracowano na podstawie:

2017
- 1. miejsce w mistrzostwach Polski juniorów (jazda indywidualna na czas)
- 1. miejsce w mistrzostwach Polski juniorów (start wspólny)

2018
- 1. miejsce w mistrzostwach Polski juniorów (jazda indywidualna na czas)
- 1. miejsce w mistrzostwach Polski juniorów (start wspólny)
- 3. miejsce w mistrzostwach Europy juniorów (jazda indywidualna na czas)

2020
- 2. miejsce w mistrzostwach Polski (jazda indywidualna na czas)
- 3. miejsce w mistrzostwach Europy do lat 23 (jazda indywidualna na czas)

2021
- 3. miejsce w mistrzostwach Polski (jazda indywidualna na czas)

2022
- 3. miejsce w mistrzostwach Polski (jazda indywidualna na czas)

2023
- 3. miejsce w mistrzostwach Polski (jazda indywidualna na czas)

2024
- 1. miejsce w mistrzostwach Polski (jazda indywidualna na czas)
- 2. miejsce w mistrzostwach Polski (start wspólny)
- 3. miejsce w Kreiz Breizh Elites Féminin
- 2. miejsce w Chrono Roland Bouge
- 3. miejsce w Chrono Féminin de Gatineau

2025
- 3. miejsce w mistrzostwach Polski (jazda indywidualna na czas)